# Xenochalepus
Xenochalepus là một chi bọ cánh cứng trong họ Chrysomelidae.
Chi này được miêu tả khoa học năm 1910 bởi Weise.

## Các loài
Các loài trong chi này gồm:
- Xenochalepus ampliatus (Chapuis, 1877)
- Xenochalepus amplipennis (Baly, 1885)
- Xenochalepus angustus (Chapuis, 1877)
- Xenochalepus annulatus (Pic, 1931)
- Xenochalepus annulipes (Waterhouse, 1881)
- Xenochalepus apicipennis (Chapuis, 1877)
- Xenochalepus arcuatus Uhmann, 1940
- Xenochalepus assimilis Uhmann, 1947
- Xenochalepus ater (Weise, 1905)
- Xenochalepus atriceps (Chapuis, 1877)
- Xenochalepus bahianus (Uhmann, 1952)
- Xenochalepus bajulus (Weise, 1911)
- Xenochalepus bicostatus (Chapuis, 1877)
- Xenochalepus bilineatus (Chapuis, 1877)
- Xenochalepus bogotensis Weise, 1921
- Xenochalepus boliviensis Pic, 1931
- Xenochalepus brasiliensis Pic, 1931
- Xenochalepus cayennensis Pic, 1931
- Xenochalepus cephalotes (Chapuis, 1877)
- Xenochalepus chapuisi (Baly, 1885)
- Xenochalepus chromaticus (Baly, 1885)
- Xenochalepus contubernalis (Baly, 1885)
- Xenochalepus cruentus Uhmann, 1948
- Xenochalepus curticornis Pic, 1931
- Xenochalepus cyanura Blake, 1971
- Xenochalepus dentatus (Fabricius, 1787)
- Xenochalepus deyrollei (Chapuis, 1877)
- Xenochalepus dictyopterus (Perty, 1832)
- Xenochalepus dilaticornis Pic, 1931
- Xenochalepus discernendus Uhmann, 1940
- Xenochalepus discointerruptus Pic, 1932
- Xenochalepus diversipes Pic, 1931
- Xenochalepus donckieri Pic, 1931
- Xenochalepus erichsoni (Weise, 1905)
- Xenochalepus erythroderus (Chapuis, 1877)
- Xenochalepus faustus (Weise, 1905)
- Xenochalepus festivus (Weise, 1911)
- Xenochalepus fiefrigi Spaeth, 1937
- Xenochalepus firmus (Weise, 1910)
- Xenochalepus fraternalis (Baly, 1885)
- Xenochalepus frictus (Weise, 1905)
- Xenochalepus goyasensis Pic, 1931
- Xenochalepus gregalis (Weise, 1921)
- Xenochalepus guerini (Chapuis, 1877)
- Xenochalepus guyanensis Spaeth, 1937
- Xenochalepus haroldi (Chapuis, 1877)
- Xenochalepus hespenheidei Staines, 2000
- Xenochalepus holdhausi (Spaeth, 1937)
- Xenochalepus humerosus Uhmann, 1955
- Xenochalepus incisus (Weise, 1911)
- Xenochalepus jacobi Uhmann, 1937
- Xenochalepus kolbei (Weise, 1911)
- Xenochalepus longiceps Pic, 1931
- Xenochalepus maculicollis (Champion, 1894)
- Xenochalepus media (Chapuis, 1877)
- Xenochalepus mediolineatus (Baly, 1885)
- Xenochalepus metallescens (Weise, 1905)
- Xenochalepus minarum Spaeth, 1937
- Xenochalepus monrosi Uhmann, 1951
- Xenochalepus mucunae Maulik, 1930
- Xenochalepus nigriceps (Blanchard, 1843)
- Xenochalepus nigripes (Weise, 1905)
- Xenochalepus notaticollis (Chapuis)
- Xenochalepus ocelliger Uhmann, 1940
- Xenochalepus octocostatus (Weise, 1911)
- Xenochalepus omogerus (Crotch, 1873)
- Xenochalepus ornatus (Weise, 1911)
- Xenochalepus ovatus Uhmann, 1938
- Xenochalepus palmeri (Baly, 1885)
- Xenochalepus peruvianus (Weise, 1905)
- Xenochalepus phaseoli Uhmann, 1938
- Xenochalepus pictus (Weise, 1911)
- Xenochalepus platymeroides Uhmann, 1938
- Xenochalepus platymerus (Lucas, 1859)
- Xenochalepus potomaca (Butte, 1968)
- Xenochalepus pugillus Spaeth, 1937
- Xenochalepus rectefasciatus Pic, 1932
- Xenochalepus robiniae (Butte, 1968)
- Xenochalepus robustus Pic, 1931
- Xenochalepus rubripennis Spaeth, 1937
- Xenochalepus rubronotatus Pic, 1931
- Xenochalepus rufithorax (Baly, 1885)
- Xenochalepus serrata (Fabricius, 1787)
- Xenochalepus signaticollis (Blay, 1885)
- Xenochalepus suturata (Uhmann, 1957)
- Xenochalepus tandilensis Bruch, 1933
- Xenochalepus thoracicus (Fabricius, 1801)
- Xenochalepus transversalis (Chapuis, 1877)
- Xenochalepus trilineatus (Chapuis, 1877)
- Xenochalepus unvittatus (Baly, 1885)
- Xenochalepus velutinus (Chapuis, 1877)
- Xenochalepus venezuelensis Pic, 1931
- Xenochalepus viridiceps Pic, 1934
- Xenochalepus vittatipennis Spaeth, 1937
- Xenochalepus waterhousei (Baly, 1885)
- Xenochalepus weisei Spaeth, 1937